# Resolución 173 del Consejo de Seguridad de las Naciones Unidas
La La resolución 173 del Consejo de Seguridad de las Naciones Unidas fue aprobada por unanimidad el 26 de julio de 1962, tras haber examinado la petición del Reino de Burundi para poder ser miembro de las Naciones Unidas. El Consejo recomendó a la Asamblea General la aceptación de Burundi como miembro.